# 利維夫愛樂樂團學術交響樂團
利沃夫愛樂樂團學術交響樂團（烏克蘭語：Академічний симфонічний оркестр Львівської філармонії）是烏克蘭利沃夫的交響樂團，成立於1902年，為烏克蘭歷史最悠久的交響樂團之一。

## 歷史
利沃夫愛樂模範交響樂團於1902年9月27日正式成立，當天在斯坦尼斯拉夫·斯卡別克伯爵劇院（今烏克蘭國立扎尼科韋茨卡學術戲劇劇院）舉辦首場演出，由Ludwik Vitezslav Czelianski擔任指揮。1933年此樂團成為愛樂交響樂團，由Adam Soltys領導；1941年－1944年納粹德國佔領期間樂團停止運作。戰後Yuriy Lutsiv於1953年－1957年以及1987年－1989年兩度擔任樂團指揮，1964年－1987年由Demyan Pelekhatyi擔任指揮，1989年後Ivan Yuziuk、Aidar Torybayev、Ilya Stupel、Taras Krysa與Theodore Kuchar等人先後擔任樂團的總指揮。
2006年，樂團獲得「模範」的頭銜，2018年又獲得「國家級」的頭銜，2020年被冠以冠以音樂家米罗斯拉夫·斯科里克之名。樂團曾參與許多國際音樂節，並至波蘭、義大利、西班牙、法國、瑞士、德國、荷蘭與中國等數個國家舉行演出。拿索斯唱片與Brilliant Classics等唱片公司皆有錄製發行利沃夫愛樂模範交響樂團的演出。

## 圖集

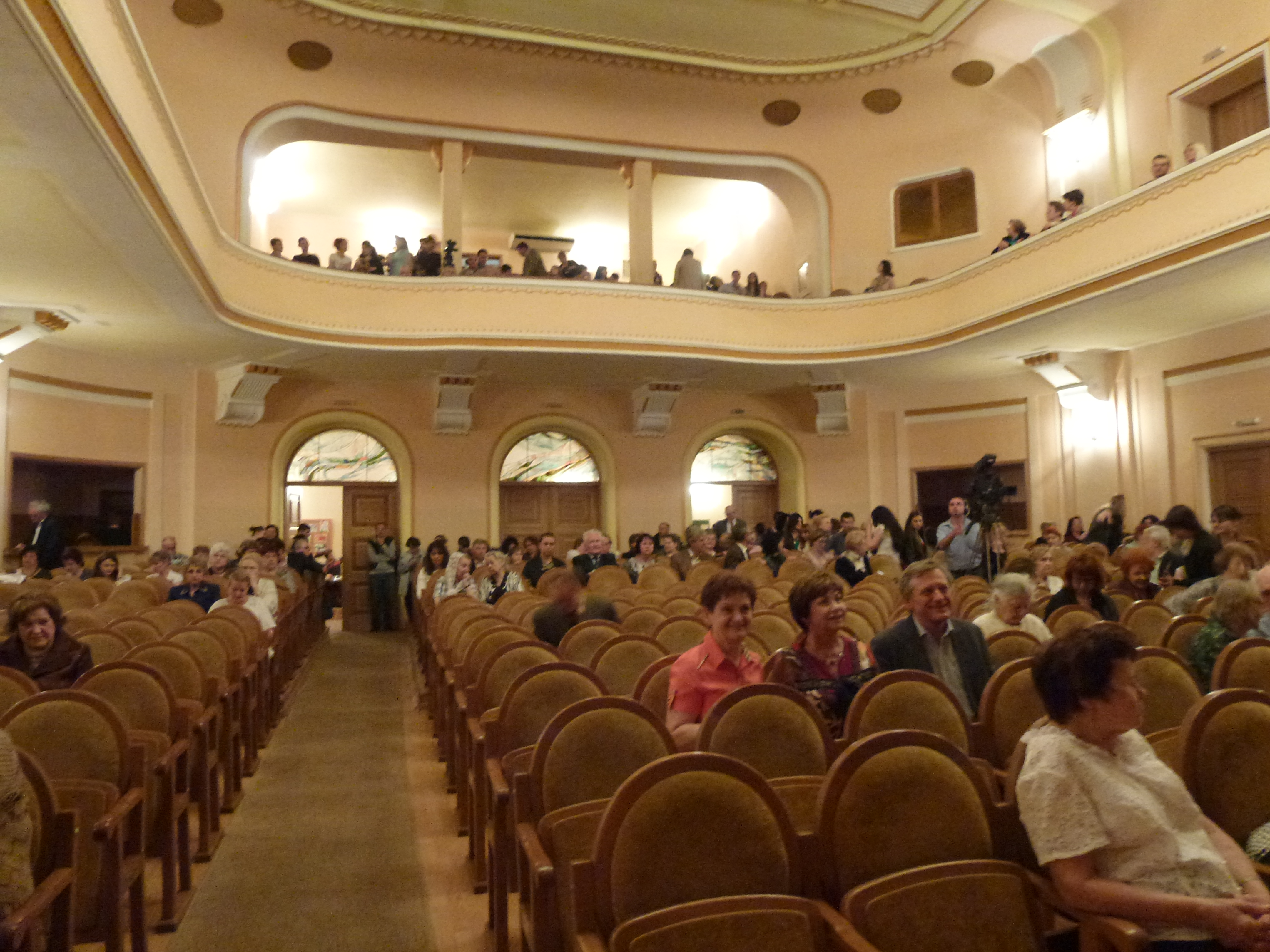
利沃夫愛樂演出的音樂廳
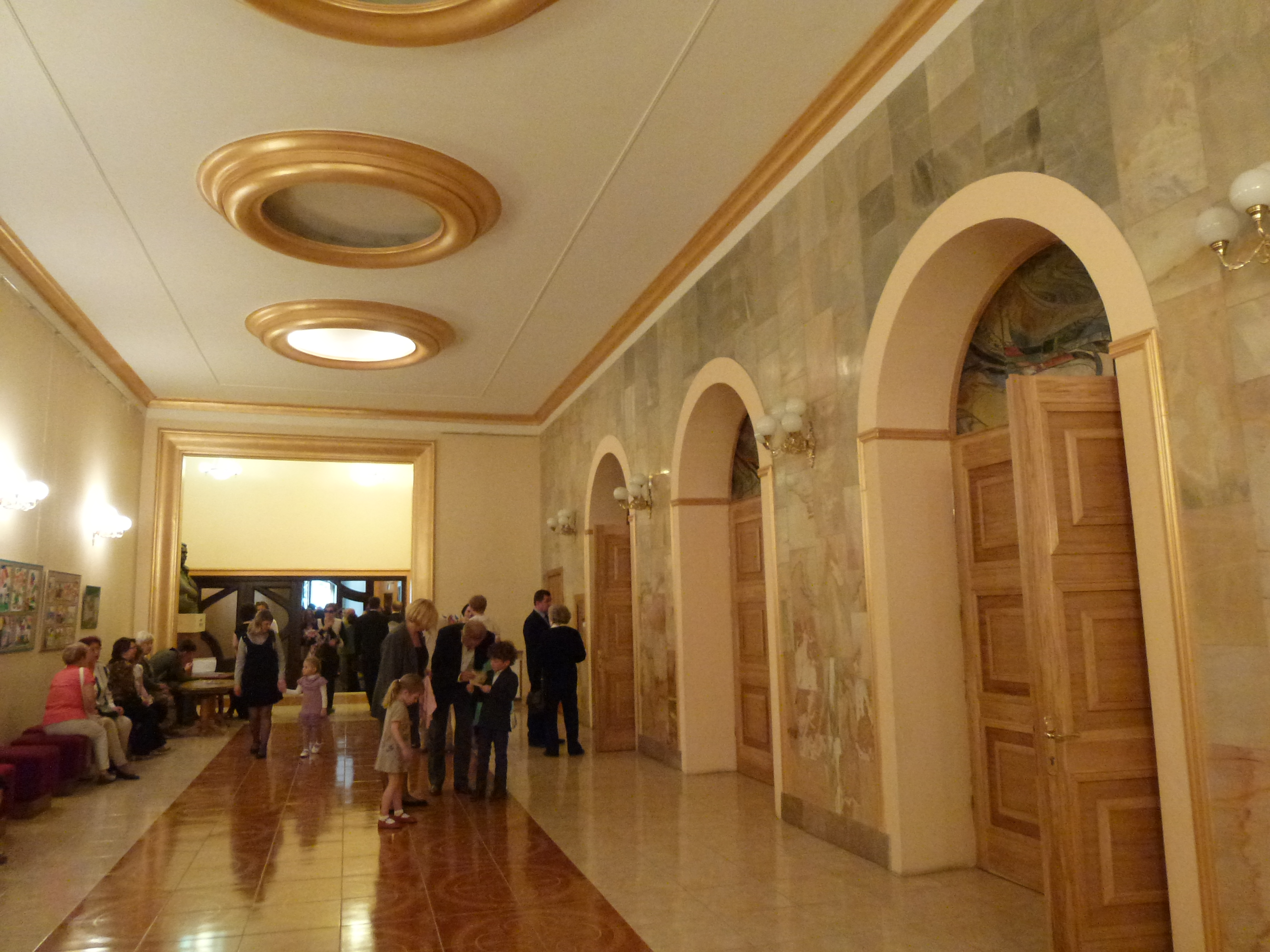
門廳
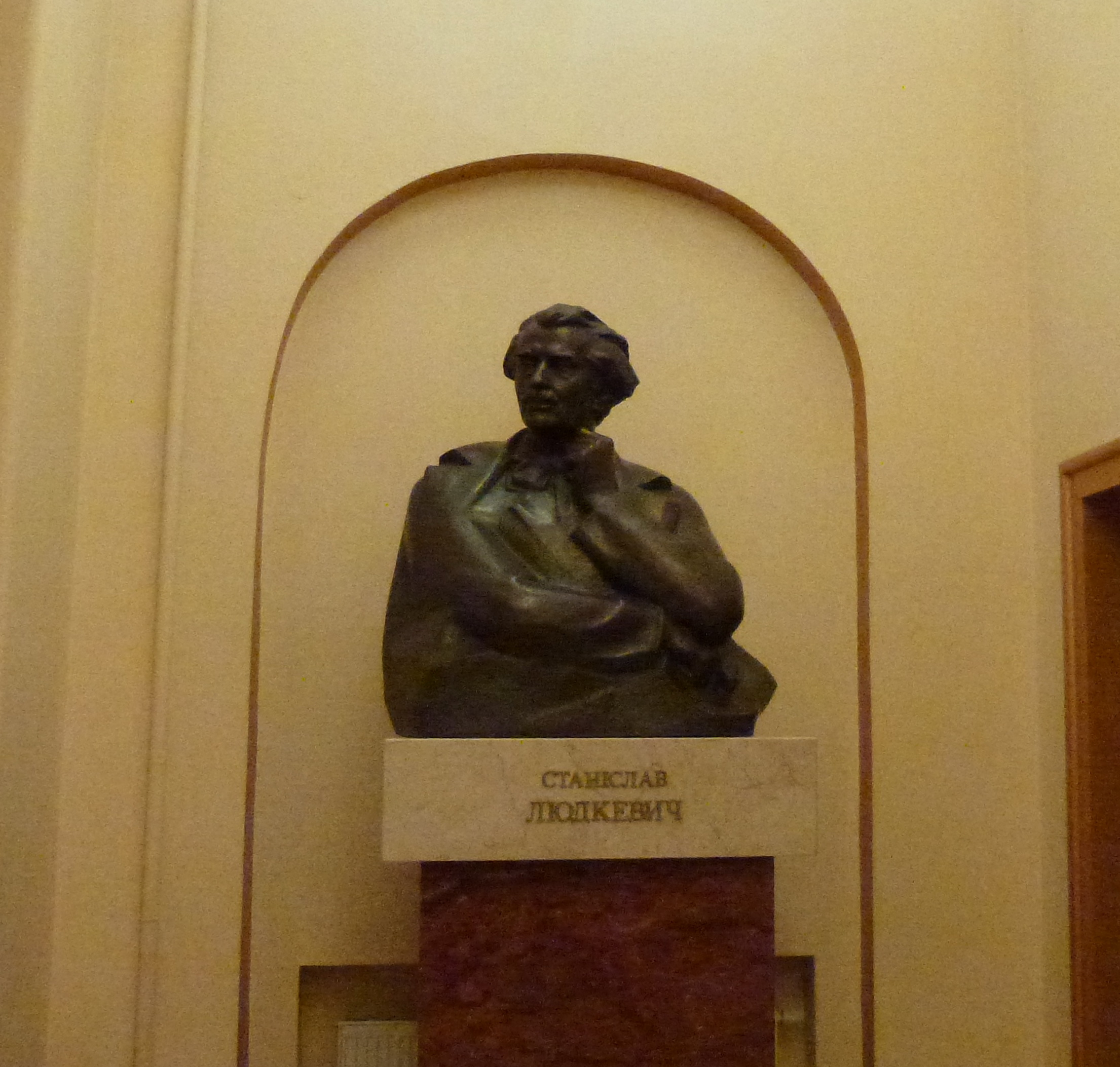
音樂廳中斯坦尼斯拉夫·柳德凯维奇（英语：Stanyslav Lyudkevych）的雕像

## 外部連結
- 官方網站 （页面存档备份，存于）